# کارلینگ بست-سگوسو
 کارلینگ بست-سگوسو (انگلیسی: Carling Bassett-Seguso؛ زاده ۹ اکتبر ۱۹۶۷) یک تنیس‌باز اهل کانادا است.